# La Roche-en-Ardenne
La Roche-en-Ardenne (valonă Li Rotche) este un oraș francofon din regiunea Valonia din Belgia. Comuna La Roche-en-Ardenne este formată din localitățile La Roche-en-Ardenne, Beausaint, Halleux, Hives, Ortho și Samrée. Suprafața sa totală este de 147,52 km². La 1 ianuarie 2008 comuna avea o populație totală de 4.351 locuitori. 